# Halden historiske samlinger
Halden historiske samlinger är ett museum i Halden i Norge, distriktsmuseum för den sydöstra delen av Østfold. Det organiserades som en stiftelse 1988, och har vägledningsplikt för de övriga museerna i distriktet. Museets verksamhet omfattar Halden Minders museum på Fredrikstens fästning, Fredrikshalds teater, Rød herregård med parkanläggningar, Berg Bygdetun, Haldenarkivet samt Bomuldspinderiet.

## Historik och verksamhet
Föreningen Haldens Minder instiftades 1896 och öppnade sitt museum 1904. 1954 kunde samlingarna flyttas till Fredriksten. Idd bygdemuseum uppstod genom att kommunen fick överta två samlingar, Martin Hovs privata samling, som tillkom i slutet av 1800-talet, och den halvprivata Ør Grendesamling, som skapats av Ragna Braadland. Idd bygdemuseum överläts till Haldens Minder och öppnade på nytt på Fredriksten 1965.
Berg Bygdetun i Veden batteri vid Tistedalen grundades 1940. Då Berg kommun lades samman med Halden fann man det naturligt att ansluta museet till Halden historiske samlinger. Stiftelserna Rød herregård och De Ankerske samlinger upprättades 1961 för att bevara herrgården och dess värdefulla bohag. Haldenarkivet omfattar Haldens kommuns äldre arkiv och en betydande samling privatarkiv, bland annat statsråd Carsten Tanks arkiv, som har rikshistoriskt intresse. Museet äger också Fredrikshalds teater, en välbevarad empirbyggnad från 1838 med mycket scenutrustning i original.